# Acacia vassalii
Acacia vassalii é uma espécie de leguminosa do gênero Acacia, pertencente à família Fabaceae.